# 足立区立東綾瀬中学校
足立区立東綾瀬中学校（あだちくりつ ひがしあやせちゅうがっこう）は、東京都足立区綾瀬に所在する区立中学校。

## 概要
1964年（昭和39年）に開校。綾瀬地区での通称は東中（とうちゅう）。全校生徒数は1年209名（6学級）・2年189名（5学級）・3年198名（4学級）・特別支援学級21名（３学級）計617名（20学級）であり、区内でも規模の大きい中学校である（2019年現在）。近年は学校選択制導入により、他学区からの流入も見受けられるほど、区内での一定の人気を確保している。

## 沿革
- 1964年
  - 4月1日 生徒数増加に伴い足立区立第十一中学校より分離独立、足立区立東綾瀬中学校として開校。開校時は第1学年166名・第2学年147名・第3学年143名・計456名。
  - 6月29日 屋内体育館竣工。
  - 7月17日 開校記念式・体育館竣工式挙行。
- 1965年3月12日 校旗・校歌発表会開催。
- 1968年4月1日 心障学級設置。
- 1989年4月6日 新体育館・屋上プール竣工。
- 1997年・1998年 足立区学力向上推進校に指定。
- 1999年9月28日 耐震補強工事完工。
- 2000年8月 照明工事完工。
- 2004年8月31日 普通教室パーテーション工事完工。
- 2007年7月1日 普通教室空調工事完工。
- 2019年9月 全学級にテレビ取り付け完工。

## 校歌
- 作詞は勝承夫・作曲は平井康三郎で3番まである。

## 教育目標
- 自ら学び、すすんで努力する生徒
- 他を思いやり、礼儀正しい生徒
- 正しい判断力をもち、心身ともに健康な生徒

## いじめ0への取り組み
最近、全国でいじめによる自殺が多発しているが、この学校では生徒会主導で｢いじめ0宣言｣を掲げいじめ根絶に努力している。いじめを許さない、仲間を大切にするといった三つの項目からなっており、1987年度の生徒会が発表した。そのほかにも、いじめに関するアンケートを独自に行うなど、生徒主導でいじめ根絶に努力している。

## 交通
- 千代田線・常磐線綾瀬駅東口より東綾瀬公園を通り北へ徒歩5分

## 著名な卒業生
- 坂本浩一（アクション監督・スタントマン・演出家）
- KENJI03（ロックバンドBACK-ONのメンバー、妻は歌手の倖田來未）